# Georgian Court University
La Georgian Court University è un'università privata di indirizzo cattolico con sede a Lakewood, nello stato americano del New Jersey.
Le origini dell'università si ricollegano a quelle del Mount Saint Mary College, fondato nel 1908 dalle suore della misericordia. Il campus fu eretto nella Georgian Court, già tenuta estiva del milionario George Jay Gould, da cui nel 1924 prese il nome di Georgian Court College. Il college fu elevato al rango di university nel 2004.